# 圣帕特里克井

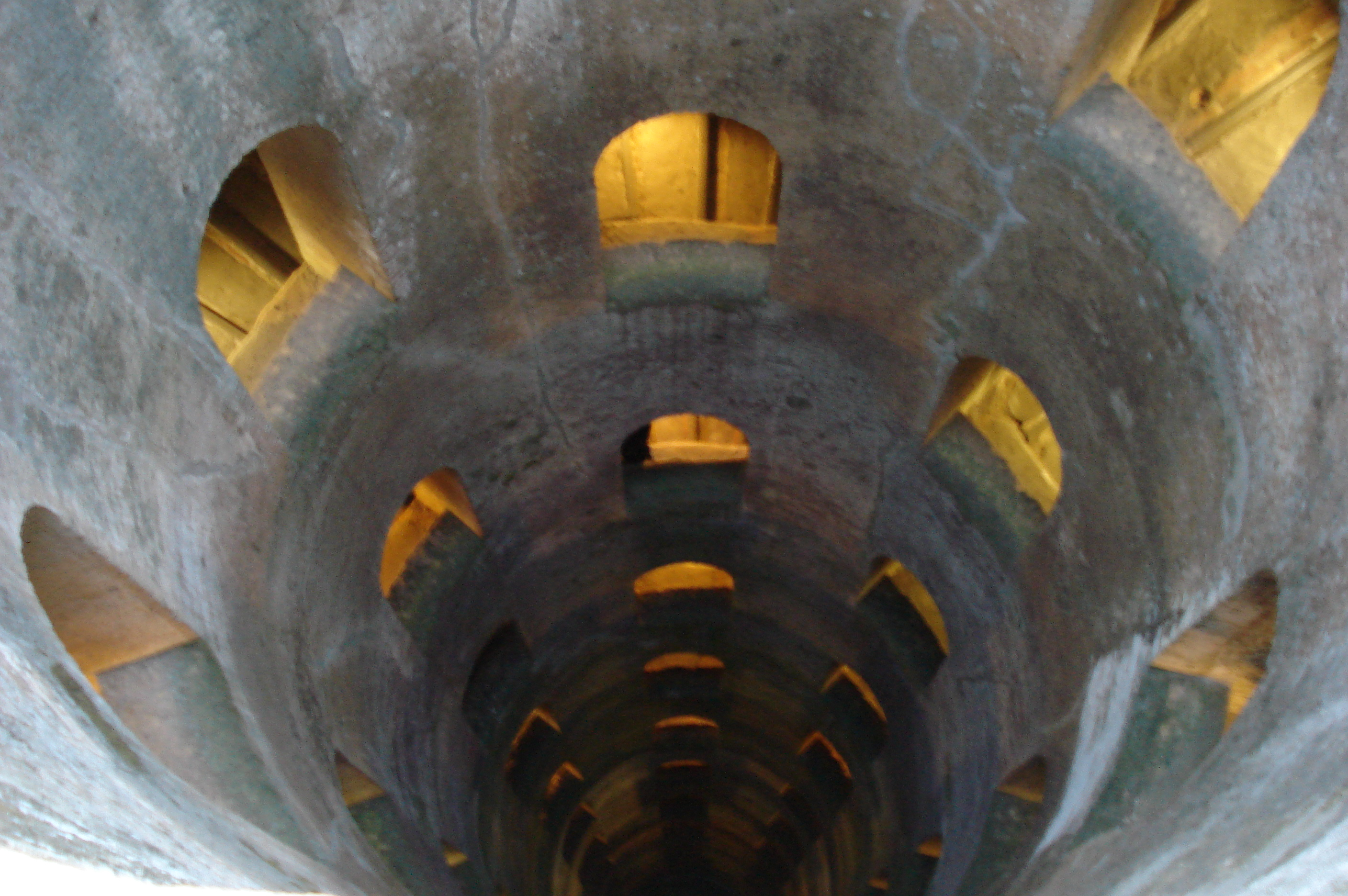
俯视井底

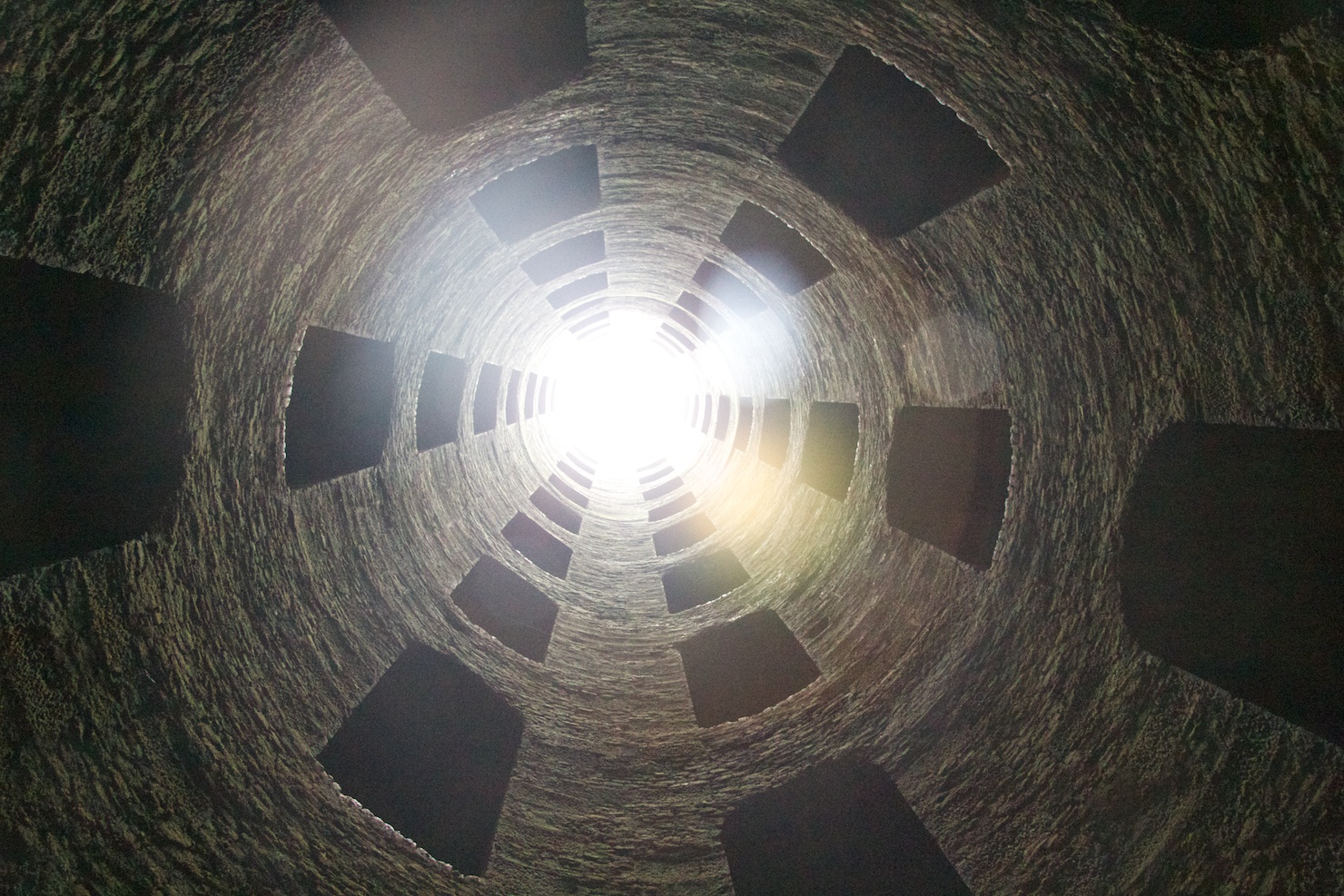
仰视井口

圣帕特里克井是位于意大利城市奥尔维耶托（Orvieto）的一座水利设施，井深62米，建造于1527年至1537年。由小安东尼奥·达·桑加罗（Antonio da Sangallo il Giovane）设计，具有多层门洞和独立双螺旋楼梯。

## 历史
这座井是应教宗克勉七世（Pope Clement VII）的要求而建造的，当时他刚经历了羅馬之劫 (1527年)，希望在他撤退到的城市被围困时有所准备。因此，这座井被设计为在灾难或围攻时提供水源。在小安东尼奥·达·桑加罗不在时，工程由乔凡尼·巴蒂斯塔·达·科尔托纳（Giovanni Battista da Cortona）监督，而装饰部分由西蒙·莫斯卡（Simone Mosca）完成。工程在教宗保祿三世（Paul III Farnese，1534-1549年在位）在位期间完成。

## 工程特色
这座工程杰作拥有双螺旋楼梯（梵蒂冈博物馆中的双螺旋楼梯致敬了此设计），两个楼梯完全独立，这使得运水的驴子可以不互相干扰地上下，有双倍的效率，并且不必使用唯一一条从山谷上升到村庄的路。
井深54米，是在奥尔维耶托所在山丘的凝灰岩中挖掘而成，这种石头足够坚硬，但经过几个世纪后，已经开始受到污水排放的影响。井呈圆柱形，底部为圆形，直径13米。共有248级台阶，有72个用于采光的大窗户。两个楼梯通过一座仍然可以通行的桥相连。井底的水位由一个天然泉源维持恒定，多余的水通过一个出水口排出。外部部分由一个低矮的圆柱形结构组成，装饰着保祿三世的百合牧纹，并设有两个相对的入口。
井口处铭文“QUOD NATURA MUNIMENTO INVIDERAT INDUSTRIA ADIECIT”（自然未能提供的，工业补充了）赞扬了人类的智慧。
教皇克莱门特七世委托贝内文托·切利尼（Benvenuto Cellini）铸造了一枚纪念井建成的硬币。硬币上刻有“UT BIBAT POPULUS”（为了人民饮水）的字样，并描绘了摩西杖击岩石，岩石流出水让逃跑的以色列人喝水，同时其中一个人用贝壳取水。这枚珍贵的硬币现存于梵蒂冈博物馆。
由于深井通常与神圣和神秘相连，或是单纯模仿电影场景，游客会向井中投掷硬币，希望能够再次访问这个地方。